# Schwalbe-Arena
La Schwalbe-Arena est un hall omnisports situé à Gummersbach, en Rhénanie-du-Nord-Westphalie, où évolue le club de handball du VfL Gummersbach, club de Bundesliga,.